# هولي غانيه
هولي غانيه (بالإنجليزية: Holly Gagnier)‏ هي ممثلة أمريكية، ولدت في 12 ديسمبر 1958 في فينتورا في الولايات المتحدة.

## أعمال

### مسلسلات
- دارما وغريغ
- هاوس

## وصلات خارجية
- هولي غانيه على موقع IMDb (الإنجليزية)
- هولي غانيه على موقع ألو سيني (الفرنسية)
- هولي غانيه على موقع أول موفي (الإنجليزية)
- هولي غانيه على موقع قاعدة بيانات الأفلام السويدية (السويدية)
- هولي غانيه على موقع قاعدة بيانات الفيلم (الإنجليزية)
- هولي غانيه على موقع كينوبويسك (الروسية)